# Olympische Sommerspiele 1968/Teilnehmer (Britisch Honduras)
| Gelbes Symbol für Goldmedaillen mit stilisierten Olympischen Ringen | Graues Symbol für Silbermedaillen mit stilisierten Olympischen Ringen | Braundes Symbol für Bronzemedaillen mit stilisierten Olympischen Ringen |
| ------------------------------------------------------------------- | --------------------------------------------------------------------- | ----------------------------------------------------------------------- |
| —                                                                   | —                                                                     | —                                                                       |

Britisch Honduras, das heutige Belize, nahm an den Olympischen Sommerspielen 1968 in Mexiko-Stadt mit einer Delegation von sieben Sportlern (allesamt Männer) teil.

## Teilnehmer nach Sportarten

### Gewichtheben
- Mario Mendoza
Leichtgewicht: 19. Platz

### Leichtathletik
- Colin Thurton
200 Meter: Vorläufe

- Owen Meighan
Weitsprung: 34. Platz in der Qualifikation

### Radsport
- Kenneth Sutherland
Sprint: 2. Runde

- Denfield McNab
4000 Meter Einzelverfolgung: In der Qualifikation ausgeschieden

### Schießen
- Robert Hulse
Kleinkaliber, liegend: 63. Platz

- Edward Anderson
Kleinkaliber, liegend: 86. Platz